# 張寶雯
張寶雯，畢業於香港教育學院（現已正名為香港教育大學），主修視覺藝術教育，早年於張振興伉儷書院就讀預科。先後取得教育證書、教育學士學位及教育碩士學位。現職香港道教聯合會雲泉學校校長，在校內積極推動藝術教育，曾獲香港傑出教師會的「第五屆傑出教師優勝獎」（2003）、「行政長官卓越教學獎（藝術教育）」（2007）、香港藝術發展局的傑出藝術老師獎（2013）及當選十大傑出青年（2013）；她亦曾擔任香港美術教育協會會長，並於2014年頒授榮譽院士。

## 資料來源
1. ↑   (PDF).   [2018-03-21]. （原始内容 (PDF)存档于2018-03-21）.
2. 1 2  .   [2018-03-21]. （原始内容存档于2018-03-21）.
3. ↑  .   [2018-03-21]. （原始内容存档于2021-12-07）.
4. ↑  .   [2018-03-21]. （原始内容存档于2022-09-20）.